# Пуджасумарта, Иоанн
Иоанн Пуджасумарта (англ. Johannes Maria Trilaksyanta Pujasumarta; 27 декабря 1949, Суракарта — 10 ноября 2015, Семаранг) — католический епископ Бандунга с 17 мая 2008 года по 12 ноября 2010 год, архиепископ Семаранга с 12 ноября 2010 года.

## Биография
Родился 27 декабря 1949 года в Индонезии. 25 июня 1977 года был рукоположён в священника.
17 мая 2008 года Римский папа Бенедикт XVI назначил Иоанна Пуджасумарту епископом Бандунга. 16 июля 2008 года он был рукоположён в епископа архиепископом Джакарты Юлием Рияди Дармаатмаджа в сослужении архиепископа Семаранга Игнатия Сухарио Харджоатмоджо и архиепископа Леопольда Джирелли.
12 ноября 2010 года Иоанн Пуджасумарта был назначен архиепископом Семаранга.